# Adipicola simpsoni
Adipicola simpsoni är en musselart som först beskrevs av Marshall 1900.  Adipicola simpsoni ingår i släktet Adipicola och familjen blåmusslor. Inga underarter finns listade i Catalogue of Life.